# 마이클 웨덜리
마이클 웨덜리(Michael Weatherly, 1968년 7월 8일 ~ )는 미국의 배우, 제작자, 감독, 음악가이다.

## 생애
마이클 웨덜리는 1968년 7월 8일 뉴욕에서 태어나 페어필드에서 자랐다. 1986년 매사추세츠에 있는 브룩스 학교를 졸업했다. 그 후 아메리칸 대학교에 진학했으나 연기를 하기 위해 중퇴했다. 음악에 열정을 가지고 있어서 연기자를 준비하는 동안 밴드로 활동하기도 했다. 당시 다른 수많은 젊은 연기자들처럼 다양한 소작품에 등장했다. 밴드 활동을 지속하지는 않았으나 NCIS 사운드트랙의 "Bitter and Blue"와 "Under the Sun"에 기여했다.

## 작품 목록

### 영화 출연
- 디스코의 마지막 날 (1998, The Last Days of Disco)
- 건 샤이 (2000)
- 스페셜스 (2000)
- Her Minor Thing (2005)
- Charlie Valentine (2009)

### 영화 연출
- Jamaica Man (2017) - 다큐멘터리

### 텔레비전 출연
- 다크 엔젤 (2000-02) - 로건 케일 역
- NCIS (2003-16, 2024) - 앤서니 디노조 역
- 불 (2016-22) - 제이슨 불 박사 역